# Formentera Direct
Il Formentera Direct è un catamarano passeggeri appartenente alla compagnia di navigazione italiana Alilauro.

## Servizio
Varato nel 1987 nel cantiere navale norvegese Westamarin A/S Shipyard di Mandal con il nome di Anne Lise per la compagnia norvegese Gods-Trans A/S,  prende servizio nello stesso anno per il trasporto di merci lungo la costa norvegese.
Nel 1990 viene trasformato in un catamarano passeggeri con l'aggiunta di un piano (adibito al garage) e di un portellone laterale nel cantiere navale Os karshamns Varv AB di Oskarshamn.
Nel 1993 viene venduto alla Societe de Transportes Maritimes Bruderey Freres e ribattezzato Madikera, entrando in servizio nel collegamento tra Martinica e Pointe-à-Pitre.
Nel 1995 viene venduto alla Corsica Ferries - Sardinia Ferries e, ribattezzato Elba Express, prende servizio sulla Piombino-Portoferraio a partire dal 23 giugno dello stesso anno.
Nel maggio del 1999  viene messo in vendita e successivamente acquistato dalla francese Emeraude Lines, venendo ribattezzato Solidor 4. Dal 10 maggio prende servizio sulla Saint-Malo-Jersey-Guernsey.
Dall'11 al 13 aprile 2003 opera sulla Caen-Ouistreham-Rouen.
Nel dicembre del 2003 viene noleggiato ad una compagnia senegalese e ribattezzato Aline.
Da febbraio 2004 a febbraio 2005 torna in servizio per la Emeraude Lines sulla Saint-Malo-Jersey.
Nel febbraio del 2005 viene acquistato dalla spagnola Uldeberri SI, compagnia facente capo alla Iscomar S.p.A,  prendendo il nome di Pitiusa Nova ed entrando in servizio sulla Ibiza-Formentera.
Il 16 gennaio 2014 viene venduto all'Euromaroc 2000 SL e ribattezzato Formentera Direct.
Nel 2016 viene venduto a Baleària.
Dal 2023 è in disarmo a Dénia.
Nel 2025 viene acquistato dalla compagnia di navigazione italiana Alilauro, con l'intenzione di impiegarlo nelle rotte del Golfo di Napoli.
Il 10 marzo viene trasferito nei cantieri navali di Napoli, dove viene sottoposto ai propedeutici lavori di adeguamento al nuovo servizio, in attesa di prendere servizio per Alilauro nei collegamenti per le Isole Ponziane.

## Incidenti
Il 17 Agosto 2021 alle 22.30 circa, mentre il Formentera Direct era in arrivo ad Ibiza, è entrato in collisione con una piccola imbarcazione in uscita dal porto con a bordo 2 uomini, 1 dei quali ha perso la vita nell'incidente, mentre l'altro è stato salvato dal catamarano.